# Yacouba Komara
Yacouba Komara (8 gennaio 1971) è un ex calciatore ivoriano, di ruolo centrocampista.

## Carriera

### Club
Ha sempre giocato nel campionato ivoriano.

### Nazionale
Con la maglia della Nazionale ha partecipato alla Coppa d'Africa nel 1994.